# Schwarznacken-Seeschwalbe

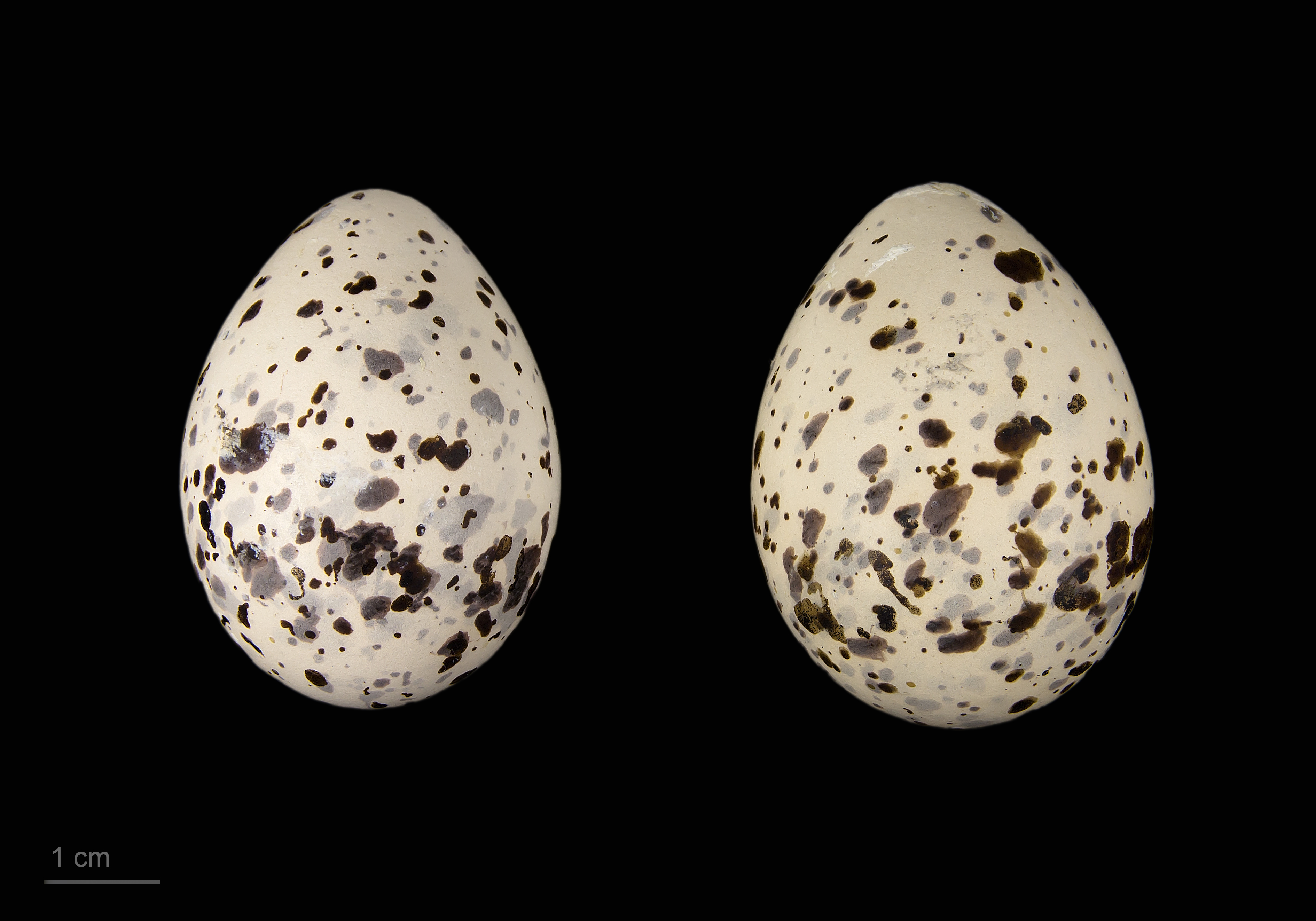
Eier der Schwarznacken-Seeschwalbe

Die Schwarznacken-Seeschwalbe (Sterna sumatrana) ist eine Seeschwalbenart, die im Indischen Ozean, in Südostasien sowie im australo-pazifischen Raum verbreitet ist.

## Merkmale
Die Schwarznacken-Seeschwalbe wird 34 bis 37 cm lang und weist eine Flügelspannweite von etwa 60 cm auf. Die Oberseite ist hellgrau gefärbt. Die Unterseite ist weiß und manchmal leicht rosa getönt. Vom weißen Kopf und Hals heben sich ein schwarzer Nacken und Augenstrich ab. Der Schnabel ist schwarz mit einer gelben Spitze, Füße und Beine sind schwarz. Der weiße Schwanz ist tief gegabelt, die mittleren Steuerfedern sind grau.
Jungvögel sind gräulich-braun gestreift, ihr Oberkopf ist graubraun gesprenkelt mit einem schwarzen Fleck im Nacken. Ihre Handschwingen sind grau und innen weiß gesäumt. Der Schnabel ist gelb, Beine und Füße sind gelbbraun.

## Verbreitung und Bestand
Die Schwarznacken-Seeschwalbe kommt vorwiegend auf tropischen Inseln vor. Als Lebensraum bevorzugt sie Lagunen und ist kaum im Binnenland anzutreffen. Im Indischen Ozean gibt es Brutvorkommen auf Mayotte, den Komoren, den Malediven, den Seychellen und dem Chagos-Archipel. In Südostasien reicht die Verbreitung von den Küsten der Malaiischen Halbinsel und Indochinas nordwärts bis ins südliche China, im Osten des Indonesischen Raums von den südlichen Philippinen bis in die Bandasee. Zudem brütet die Art auf zahlreichen Pazifikinseln in und um Mikronesien – nordwärts bis zu den Nördlichen Marianen, ostwärts bis zu den Cookinseln und südwärts bis Neukaledonien. In Australien brütet sie im Bereich des Great Barrier Reef.
Die International Union for Conservation of Nature and Natural Resources (IUCN) stuft die Schwarznacken-Seeschwalbe als nicht gefährdet (Least Concern, LC) ein.

### Einzelbelege
1. ↑  Tuck/Heinzel, S. 155.
2. ↑  Tuck/Heinzel, S. 155 und 316.
3. 1 2  Sterna sumatrana in der Roten Liste gefährdeter Arten der IUCN 2011.1. Eingestellt von: BirdLife International, 2009. Abgerufen am 27. September 2011.